# Детоніти
Детоніти (рос. детониты, англ. detonites, нім. Detonite n pl)– потужні водостійкі аміачно-селітрові вибухові речовини, до складу яких входить морозостійка суміш нітроефірів (6-15 %). Високобризантні ВР з великою працездатністю. Детоніти застосовуються в шахтах безпечних за газом і пилом для руйнування міцних та особливо міцних гірських порід. За умовами зберігання і перевезення детоніти прирівнюються до амонітів.
Детоніти М — порошкоподібна ВР сіро-сталевого кольору. До складу детоніту М входить 78 % селітри, 10 % важко-замерзаючих нітроефірів, 10 % алюмінієвої пудри, 0,3 % колоїдної бавовни, по 0,2 % соди і машинного мастила. Не злежується, має високу водостійкість, характе-ризується високою детонаційною здатністю у зарядах малого діаметра 24-28 мм у сухому та зволоженому стані, а також стабільністю властивостей при тривалому зберіганні. Призначений для висадження міцних порід будь-якої обводненості у підземних умовах.